# Калманка (приток Съезжей)
Калманка — река, правый приток Съезжей, протекает по территории Алексеевского района Самарской области в России. Длина реки — 15 км, площадь водосборного бассейна — 186 км².

## Описание
Калманка начинается юго-восточнее села Корнеевка в месте слияния оврагов Вишневый и Осташкина, вытекая из пруда на высоте 106 м над уровнем моря. Генеральным направлением течения реки до села Осиповка является северо-запад, потом — запад. Около устья соединяется с озером Рытвина и впадает в Съезжую на высоте 67 м над уровнем моря.

## Данные водного реестра
По данным государственного водного реестра России, Калманка относится к Нижневолжскому бассейновому округу. Водохозяйственный участок реки — Самара от водомерного поста у села Елшанка до города Самара (выше города), без реки Большой Кинель. Речного подбассейна Калманка не имеет, а её речной бассейн — Волга от верховий Куйбышевского водохранилища до впадения в Каспий.
Код объекта в государственном водном реестре — 11010001112112100007583.